# Спаса Нерукотворного пустынь (Клыково)
Спаса Нерукотворного пустынь — мужской монастырь Козельской епархии Русской православной церкви.
Монастырь находится в селе Клыково неподалёку от города Козельска Калужской области.
Монастырь в Клыкове действует с недавних пор. В древности здесь проходил путь, по которому ходили русские князья, хазары и татары. Здесь находилось и языческое городище, где проповедовал священномученик Кукша — русский просветитель домонгольской поры. Примечательны и события, предшествовавшие строительству в Клыкове храма в честь Hepyкотворного Образа Господня.
В 1924—1926 годах после разорения Свято-Введенской Оптиной пустыни часть братии во главе с иеромонахом Пантелеимоном (Шибановым) поселилась в селе Клыково Козельского района.

По преданию, до сего времени сохранившемуся у крестьян села Клыкова, Козельского уезда (в 7 верстах от Курынич), во время свирепствовавшей холерной эпидемии в 1830 году в этом селе, образ Спасителя из Курынич был принесён в это село С крестным ходом обнесён был Курыничский образ Спасителя вокруг села, и холера, дотоле поглотившая немало жертв, постепенно стала ослабевать, а к 16 августа и совсем прекратилась.— «Калужские епархиальные ведомости» № 8 за 1900 год
В 2001 году на месте восстанавливаемого каменного храма Спаса Нерукотворного обустройство монастыря Спаса Нерукотворного пустынь. 

## Дополнительная информация
Монастырь ведёт просветительскую деятельность: детский центр «Возрождение» находится в Козельске.

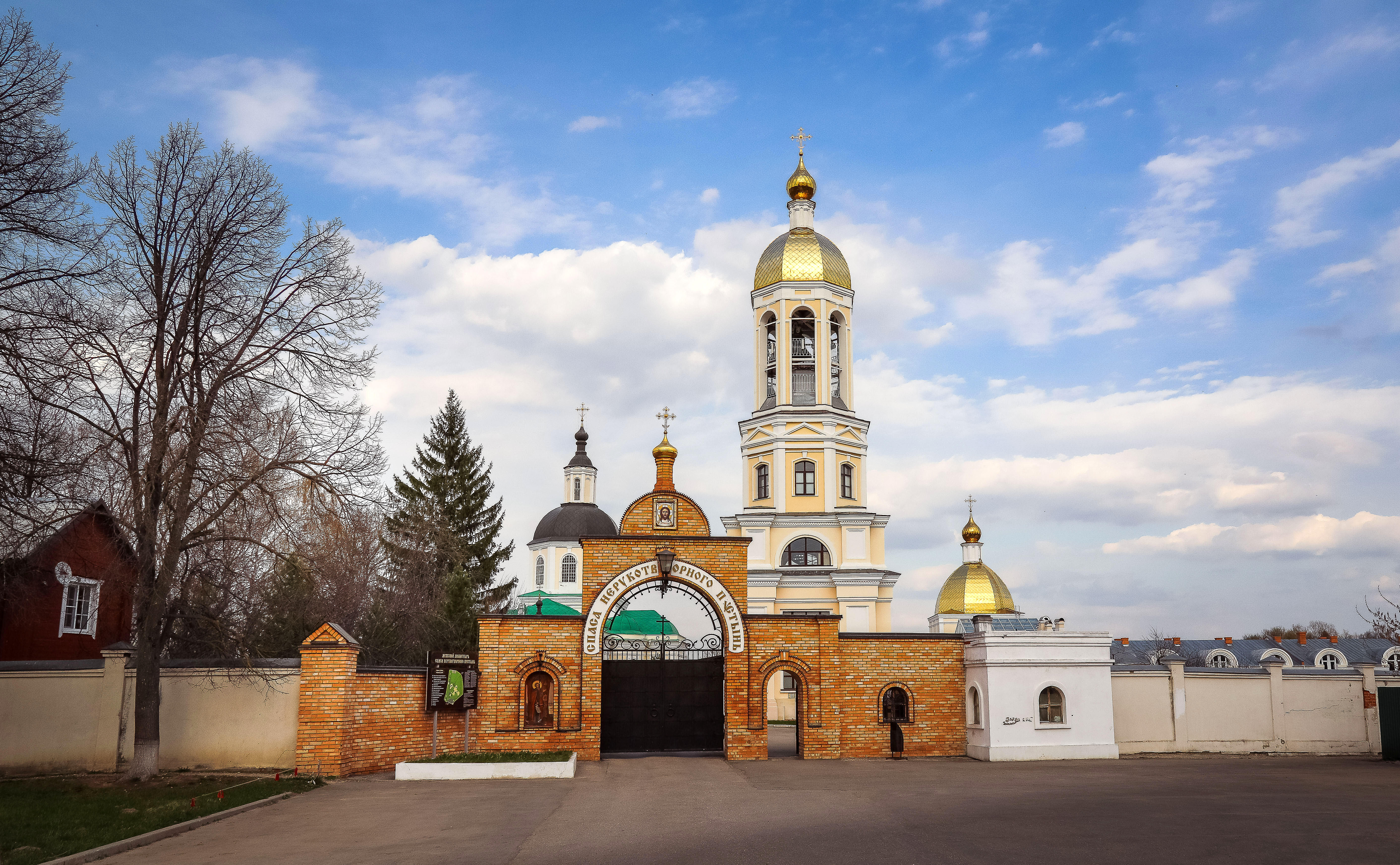
Центральные врата
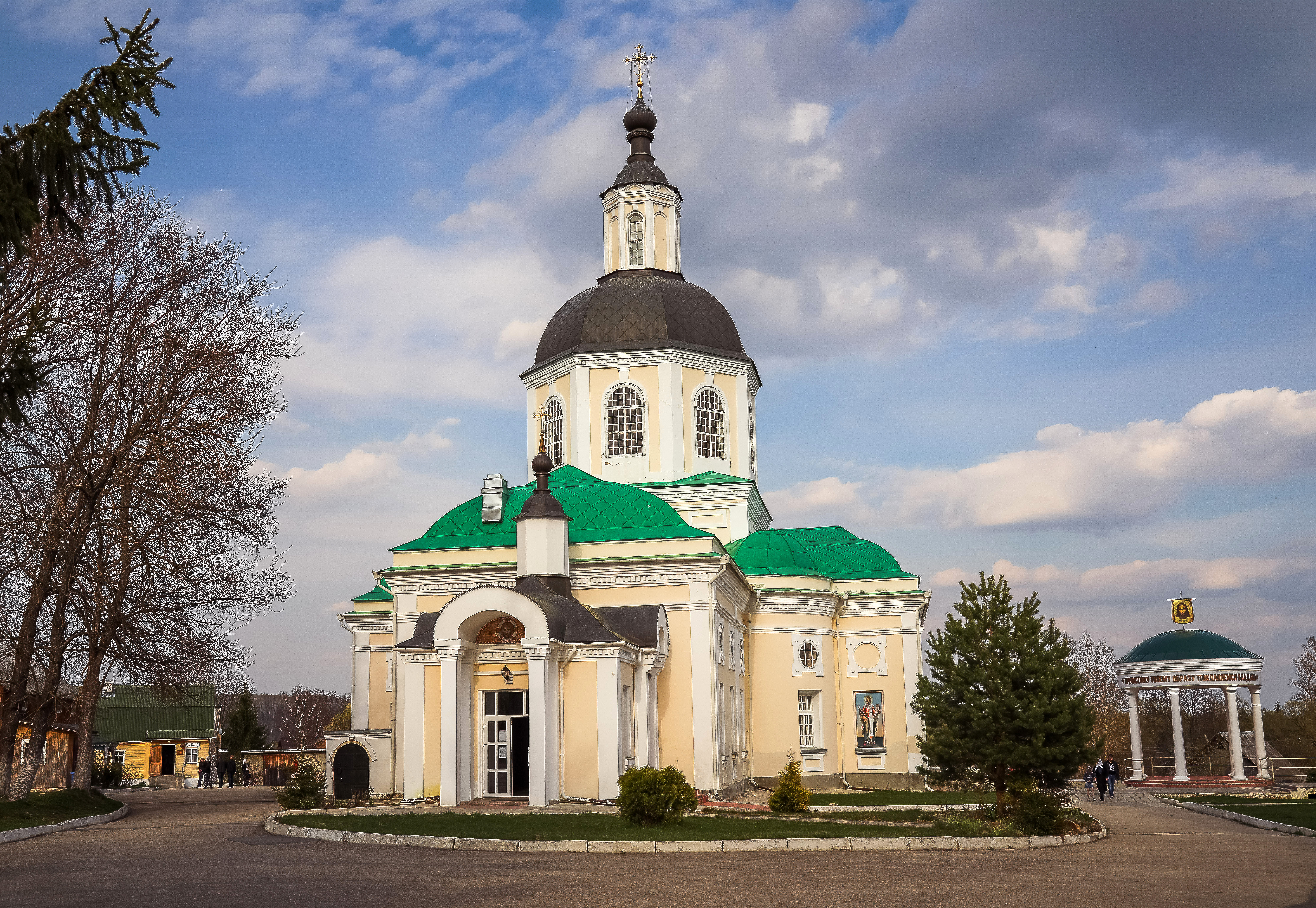
Храм Спаса Нерукотворного
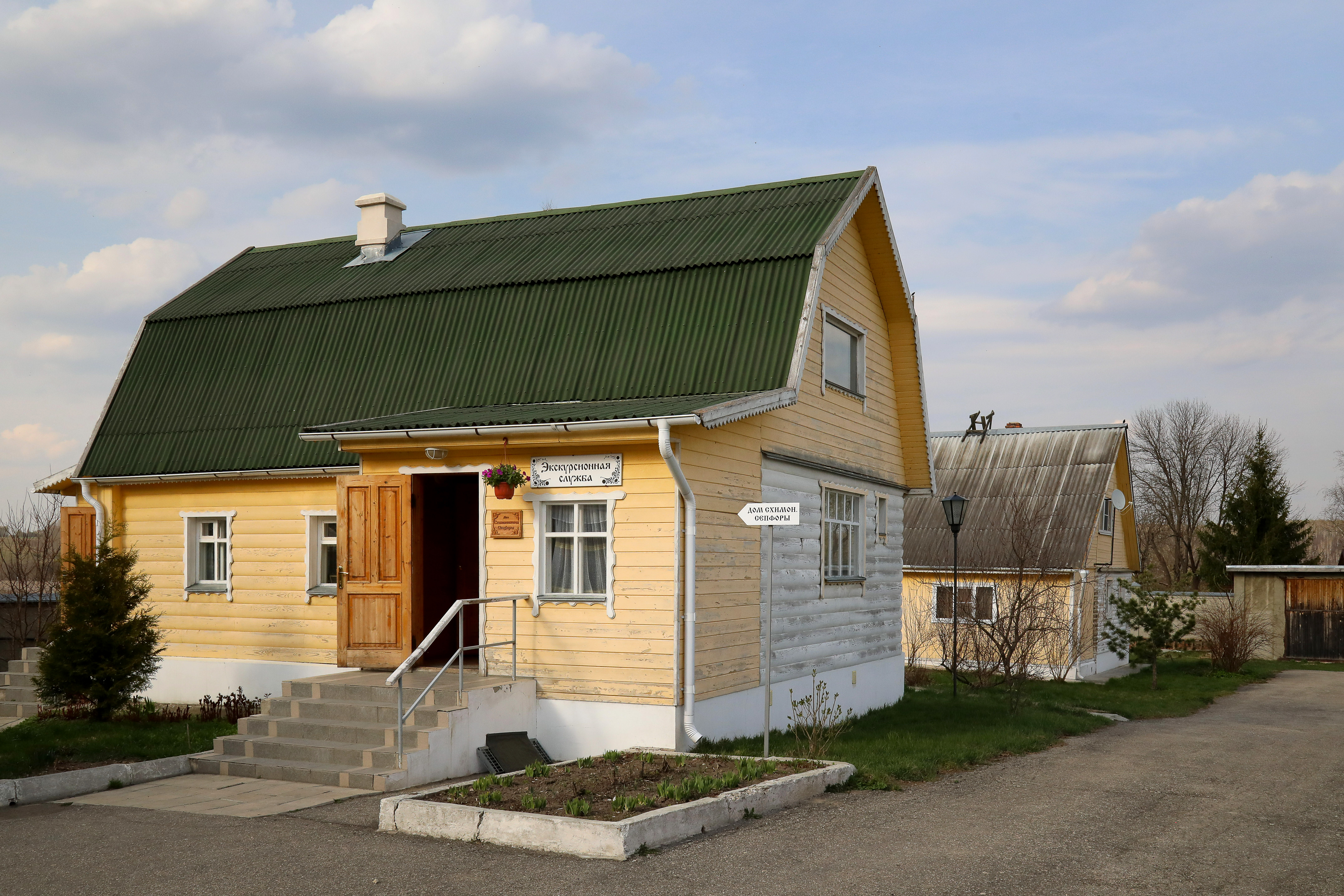
Дом схимонахини Сепфоры
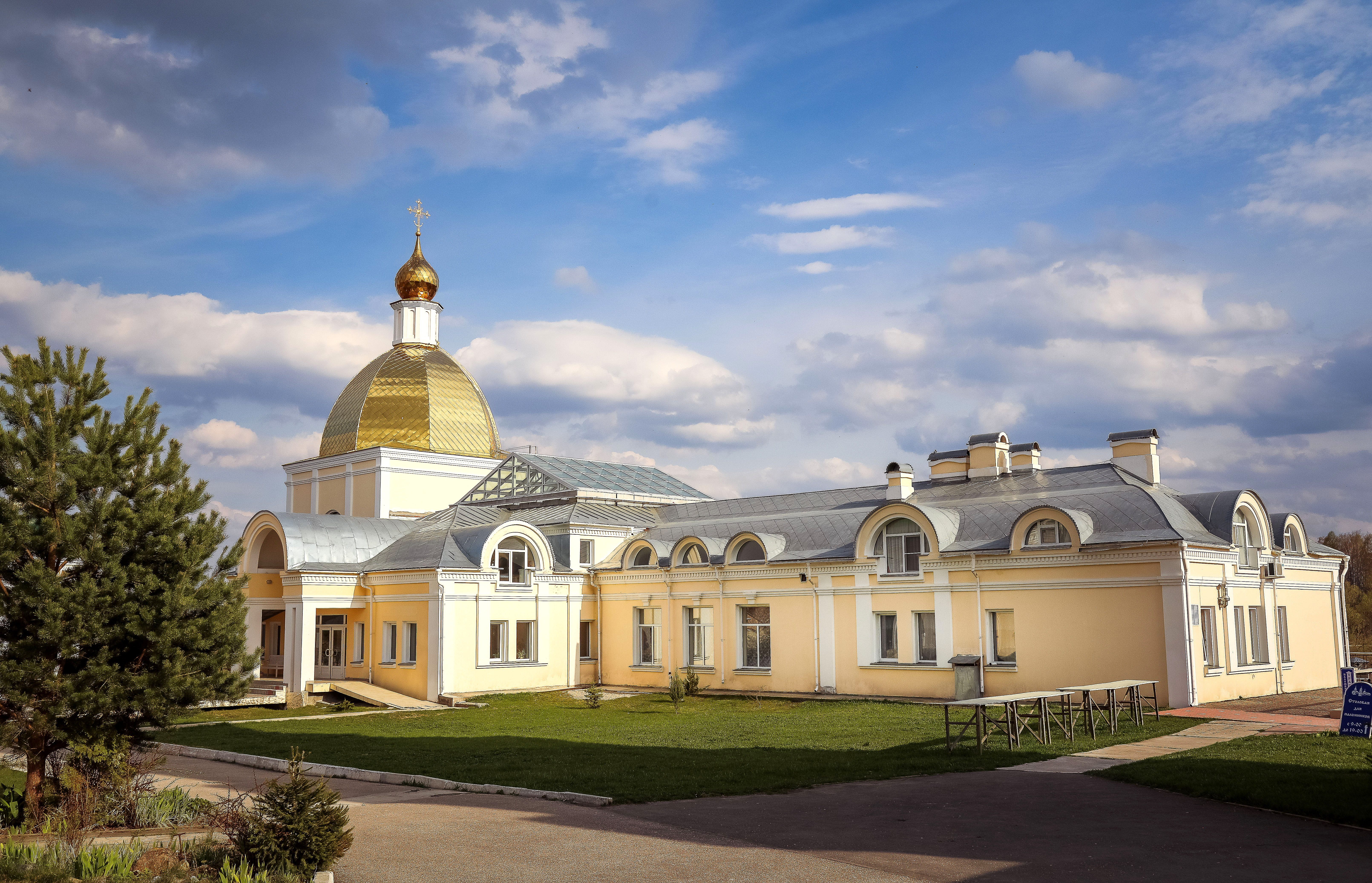
Храм в честь священномученика Кукши Печерского
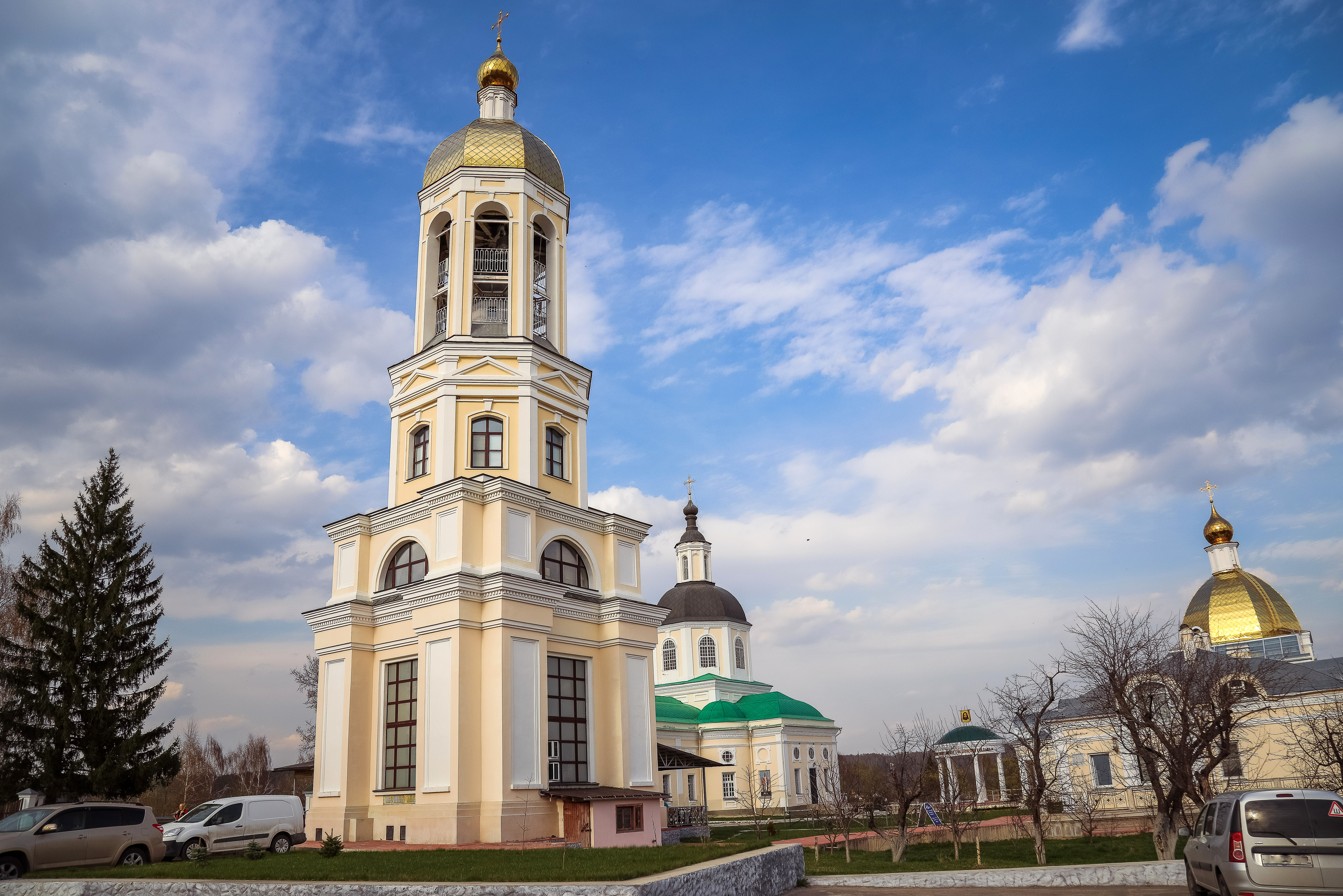
Колокольня